# Роскошное (Белгород-Днестровский район)
Роскошное (укр. Розкішне) — село, относится к Белгород-Днестровскому району Одесской области Украины.
Население по переписи 2001 года составляло 367 человек. Почтовый индекс — 67743. Телефонный код — 4849. Занимает площадь 1,02 км².

## Местный совет
67742, Одесская обл., Белгород-Днестровский р-н, с. Андреевка, ул. Ленина, 39